# Catostomus santaanae
Catostomus santaanae är en fiskart som först beskrevs av John Otterbein Snyder, 1908.  Catostomus santaanae ingår i släktet Catostomus och familjen Catostomidae. IUCN kategoriserar arten globalt som sårbar. Inga underarter finns listade i Catalogue of Life.